# Lijst van burgemeesters van Ubach over Worms
Dit is een lijst van burgemeesters van de voormalige Nederlandse gemeente Ubach over Worms tot die gemeente op 1 januari 1982 opging in de gemeente Landgraaf.
| Ambtsperiode | Naam burgemeester          | Partij of stroming | Bijzonderheden                                                              |
| ------------ | -------------------------- | ------------------ | --------------------------------------------------------------------------- |
| 1825 - 1830  | H. Pelzer                  |                    | vanaf 1810 al schout                                                        |
| 1830 - 1858  | P.J. Valkenberg            |                    |                                                                             |
| 1858 - 1884  | P.D. Pelzer                |                    | tevens burgemeester van Rimburg (1862-1884)                                 |
| 1884 - 1910  | P.D. Dortants              |                    |                                                                             |
| 1910 - 1939  | P.D.M. Beckers             |                    |                                                                             |
| 1939 - 1941  | Robert (R.M.A.A.) Geuljans |                    |                                                                             |
| 1941 - 1942  | A.M.P. Thomassen           | NSB                | waarnemend, tevens (waarnemend) burgemeester van Kerkrade en Schaesberg     |
| 1942 - 1944  | W.H.M.E. Simons            | NSB                | later burgemeester van Schaesberg                                           |
| 1944 - 1945  | Robert (R.M.A.A.) Geuljans |                    | later burgemeester van Roermond                                             |
| 1946 - 1963  | J.J. Hermans               |                    | eerder burgemeester van Susteren                                            |
| 1963 - 1970  | Jo (J.G.) Smeets           | KVP                | eerder burgemeester van Thorn, later onder andere burgemeester van Kerkrade |
| 1970 - 1977  | Jan (J.) van 't Hooft      | KVP / CDA          | later burgemeester van Helden                                               |
| 1977 - 1982  | Paul (P.H.J.) Spiertz      |                    | waarnemend; eerder burgemeester van Thorn en Nederweert                     |